# Мадагаскар 2
«Мадагаскар 2» (англ. Madagascar: Escape 2 Africa — Мадагаскар: Побег в Африку) — американский мультипликационный фильм режиссёров Эрика Дарнелла и Тома Макграта, производства DreamWorks Animation и Pacific Data Images при поддержке Paramount Pictures.
Вышел в мировой прокат 13 ноября 2008 года. Является продолжением мультипликационного фильма «Мадагаскар» и посвящён памяти комика Берни Мака (1957—2008). Фильм находится на 35 месте в списке самых кассовых мультфильмов в истории.
Роли озвучили Бен Стиллер, Крис Рок, Дэвид Швиммер, Джада Пинкетт-Смит, Саша Барон Коэн, Том Макграта и другие. «Мадагаскар 2» получил положительные оценки критиков за продуманность персонажей, юмор и анимацию. Кассовые сборы составили 603 900 354 долларов ($) при бюджете в 150 миллионов долларов ($). Третья часть «Мадагаскар 3» вышла в июне 2012 года.

## Сюжет
В Кении вожак львиного прайда Зуба пытается научить своего маленького сына Алакея драться, но тот больше интересуется танцами. Макунга, конкурент Зубы, бросает ему вызов, но во время их поединка Алакей попадает в плен к браконьерам, которые запирают его в ящике. Зуба бросается в погоню и срывает ремни с ящика с Алакеем, но получает пулю в ухо и отстает. Ящик падает в океан и дрейфует к Нью-Йорку, где Алакей получает новое имя - Алекс. Он растет в зоопарке Центрального парка и встречает своих лучших друзей: Марти, Мелмана и Глорию.
Годы спустя, после своего приключения на Мадагаскаре, Алекс, Марти, Мелман и Глория вместе с пингвинами Шкипером, Ковальски, Рико и Прапором, а также шимпанзе Мейсоном и Филом, готовятся вернуться в Нью-Йорк на борту когда-то разбитого самолета, пилотируемого пингвинами, в сопровождении лемуров - короля Джулиана, Мориса и Морта. У самолета заканчивается топливо, и он совершает аварийную посадку в континентальной Африке. Животные оказываются на водопое в природном заповеднике и радуются встрече с другими представителями своего вида. Алекс неожиданно воссоединяется со своими родителями и впечатляет их рассказами о своем статусе «короля Нью-Йорка». Марти вписывается в стадо других зебр, которые выглядят и говорят точно так же, как он. Мелман, страдающий ипохондрией, огорчен тем, что в заповеднике нет врачей, и другие жирафы назначают его своим шаманом. В поисках романтики Глория привлекает внимание самца гиппопотама Мото-Мото. Тем временем пингвины приступают к ремонту самолета, в чем им помогают многочисленные шимпанзе, привлеченные Мейсоном и Филом. Они угоняют транспортные средства у людей на сафари и разбирают их на запчасти. Нана, суровая старушка, ранее напавшая на Алекса на Центральном вокзале, берет на себя заботу о застрявших туристах и помогает им выживать в дикой местности.
Чтобы вытеснить Зубу с поста вожака, Макунга настаивает на том, чтобы Алекс прошел обряд инициации, который Алекс ошибочно принимает за конкурс талантов. На самом деле это боевое состязание, и Макунга хитростью заставляет Алекса выбрать ТиЦе, самого сильного льва, в качестве противника, что приводит к его унизительному поражению. Подавленный Зуба передает свой титул вожака Макунге, который тут же прогоняет Алекса с водопоя. Тем временем Марти удручен осознанием того, что другие зебры могут делать все то же, что и он, и больше не считает себя уникальным. Мелман приходит к выводу, что он смертельно болен, и, давно тайно влюбленный в Глорию, опечален интересом Глории к Мото-Мото. Друзья вступают в жаркий спор друг с другом. Глория назначает свидание Мото-Мото, но теряет к нему интерес, когда понимает, что привлекает его только из-за своего размера. После ободряющей речи Джулиана Мелман наконец раскрывает свои чувства к Глории.
На следующий день животные впадают в панику, когда водопой пересыхает. Решив искупить свою вину, Алекс мирится с Марти, и они покидают заповедник, чтобы исследовать местность выше по реке. Джулиан предполагает, что принесение жертвы близлежащему вулкану вернет воду. Мелман, отчаявшись и веря, что он умирает, добровольно соглашается быть принесенным в жертву. Глория останавливает его от прыжка в вулкан и понимает, что он любит ее не только за внешность. Алекс и Марти обнаруживают, что оставшиеся без транспорта люди построили лагерь и перекрыли реку плотиной, и Алекс попадает к ним в плен. Зуба бросается ему на помощь, но Алекс спасает их обоих, танцуя для людей, которые с теплом вспоминают его по зоопарку. Марти, Мелман, Глория, пингвины и шимпанзе прилетают на отремонтированном самолете и помогают Алексу разрушить плотину, восстанавливая подачу воды. Макунга в гневе пытается добиться контроля, но Алекс хитростью подставляет его под ярость Наны. Зуба предлагает Алексу титул вожака, но он отказывается, полагая, что этот титул принадлежит его отцу. Зуба утверждает, что титул принадлежит им обоим, и отец с сыном становятся совожаками.
Шкипер женится на кукле-болванчике из самолета, и он в компании других пингвинов и шимпанзе отправляется в свадебное путешествие в Монте-Карло. Счастливая четверка и лемуры решают остаться в заповеднике на некоторое время.

## Роли озвучивали
- Бен Стиллер — самец африканского льва Алекс
- Крис Рок — самец бурчелловой зебры Марти
- Дэвид Швиммер — самец жирафа Мелман
- Джада Пинкетт-Смит — самка обыкновенного бегемота Глория, избранница Мото-мото
- Саша Барон Коэн — король кошачьих лемуров Джулиан
- Том МакГрат — командир очковых пингвинов Шкипер
- Крис Миллер — очковый пингвин-офицер Ковальски
- Кристофер Найтс — пингвин-помощник Прапор
- Джон ДиМаджио — пингвин-подрывник Рико
- Седрик «Развлекатель» — самец ай-ай Морис
- Энди Рихтер — мышиный лемур Морт
- Конрад Вернон — самец западного шимпанзе Мейсон
- Элиза Габриэлли[англ.] — нью-йоркская старушка Нана
- Берни Мак — отец Алекса и вожак прайда африканских львов Зуба
- Шерри Шеперд — мать Алекса львица Флори
- Алек Болдуин — соперник Зубы лев Макунга
- will.i.am — крупный самец обыкновенного бегемота и избранник Глории Мото-Мото
- Фрэнк Уэлкер — белая акула Джейми (гналась за Мортом в Африке)
- Ди Брэдли Бейкер — геккон Стиви (был оставлен Джулианом за главного)
- Фил Ламарр — Экскурсовод
- Кэтрин Феллер — страус
- Стейси Энн Фергюсон — девушка Хиппо
- Стивен Кеарин — жираф Стивен, Турист с видеокамерой, Носорог
- Дэнни Джейкобс — турист в футболке с изображением Нью-Йорка

## Производство
Продолжение мультфильма «Мадагаскар 2» разрабатывалось с 2005 года, изначально планировалось выпустить вторую часть в конце 2008 года. В первом тизер-трейлере, который вышел в марте 2008 года будущая картина получила подзаголовок The Crate Escape (рус. Побег из ящика). В июне фильму было дано финальное название — Побег в Африку.

## Саундтрек
| №   | Название                                                   | Текст песни      | Музыка                      | Продюсер(ы)                | Длительность |
| --- | ---------------------------------------------------------- | ---------------- | --------------------------- | -------------------------- | ------------ |
| 1.  | «Once Upon A Time In Africa»                               |                  | Ханс Циммер                 | Ханс Циммер                | 3:44         |
| 2.  | «The Traveling Song» (исполнитель — will.i.am)             | will.i.am        | will.i.am                   | will.i.am                  | 3:25         |
| 3.  | «Party, Party, Party»                                      |                  | Ханс Циммер                 | Ханс Циммер                | 3:31         |
| 4.  | «I Like to Move It» (исполнитель — will.i.am)              | The Mad Stuntman | Эрик Морилло, will.i.am     | will.i.am                  | 3:41         |
| 5.  | «The Good, the Bad and the Ugly (Polka Version)»           |                  | Ханс Циммер                 | Ханс Циммер                | 0:54         |
| 6.  | «Big and Chunky» (исполнитель — will.i.am)                 | will.i.am        | will.i.am                   | will.i.am                  | 3:21         |
| 7.  | «Chums» (исполнитель — Heitor Pereira)                     | Heitor Pereira   | Heitor Pereira              | Ханс Циммер                | 2:15         |
| 8.  | «New York, New York (Polka Version)»                       | Фред Эбб         | Джон Кандер, Ханс Циммер    | Ханс Циммер                | 1:30         |
| 9.  | «Volcano»                                                  |                  | Ханс Циммер                 | Ханс Циммер                | 2:49         |
| 10. | «Rescue Me»                                                |                  | Ханс Циммер                 | Ханс Циммер                | 3:36         |
| 11. | «More than a Feeling» (исполнитель — Boston)               | Tom Scholz       | Tom Scholz                  | Boston, Ханс Циммер        | 4:45         |
| 12. | «She Loves Me» (исполнитель — will.i.am)                   | will.i.am        | will.i.am                   | will.i.am                  | 1:45         |
| 13. | «Foofie»                                                   |                  | Ханс Циммер                 | Ханс Циммер                | 2:39         |
| 14. | «Copacabana (At the Copa)» (исполнитель — Барри Манилоу)   | Барри Манилоу    | Jack Feldman, Bruce Sussman | Барри Манилоу, Ханс Циммер | 4:06         |
| 15. | «Monochromatic Friends»                                    |                  | Ханс Циммер                 | Ханс Циммер                | 3:02         |
| 16. | «Best Friends» (исполнитель — will.i.am)                   | will.i.am        | will.i.am                   | will.i.am                  | 2:25         |
| 17. | «Alex On The Spot» (исполнитель — will.i.am и Ханс Циммер) | will.i.am        | Ханс Циммер, will.i.am      | Ханс Циммер, will.i.am     | 1:58         |

### Чарты
| Песня                | Высшая позиция | Исполнитель |
| Песня                | World OST      | Исполнитель |
| -------------------- | -------------- | ----------- |
| «The Traveling Song» | 7              | will.i.am   |
| «Best Friends»       | 17             | will.i.am   |

## Дополнительная информация
- Общее время рендеринга составило более 30 000 000 часов процессорного времени, что, в случае использования для этой цели одного однопроцессорного компьютера, заняло бы свыше 3 400 лет[8].